# コバシチドリ
コバシチドリ（小嘴千鳥、学名：Eudromias morinellus）は、鳥綱チドリ目チドリ科チドリ属に分類される鳥。本種のみでコバシチドリ属を形成する。

## 分布
ノルウェーからシベリアにかけてのユーラシア大陸北部のツンドラ地帯か、スコットランド高原、アルプス山脈等の高地で繁殖する。冬季になるとモロッコからイランにかけてのアフリカ大陸北部の狭い地域で過ごす。越冬地の半砂漠地帯は集団ごとに毎年決まっている。

## 形態
翼は白い羽毛で覆われる。嘴は短く、黒い。後肢は黄色。
夏羽は白地に栗色の胸、黒色の腹、明るい茶色の背中という目立つ色合いになる。冬羽は胸の白いラインを除いて、全体的に灰色がかった煤けた色合いになる。幼鳥も同じような色だが、背中にうろこ状の模様がある。

## 生態
地面を掘って巣を作る。
食性は動物食で昆虫類、貝類等を食べる。
繁殖形態は卵生で、1回に2-4個の卵を産む。

## 人間との関係
本種は長い間、普通種だと思われてきたが、違法な乱獲により激減してしまった。国際連合環境計画での取り決めにより保護されている渡り鳥の一種である。
この鳥が人々に親しまれてきた結果はその名前にも表れている。英名「Dotterel」は古い嘘に拘泥した人を表し、人をバカにしたような意味がある。

## 画像

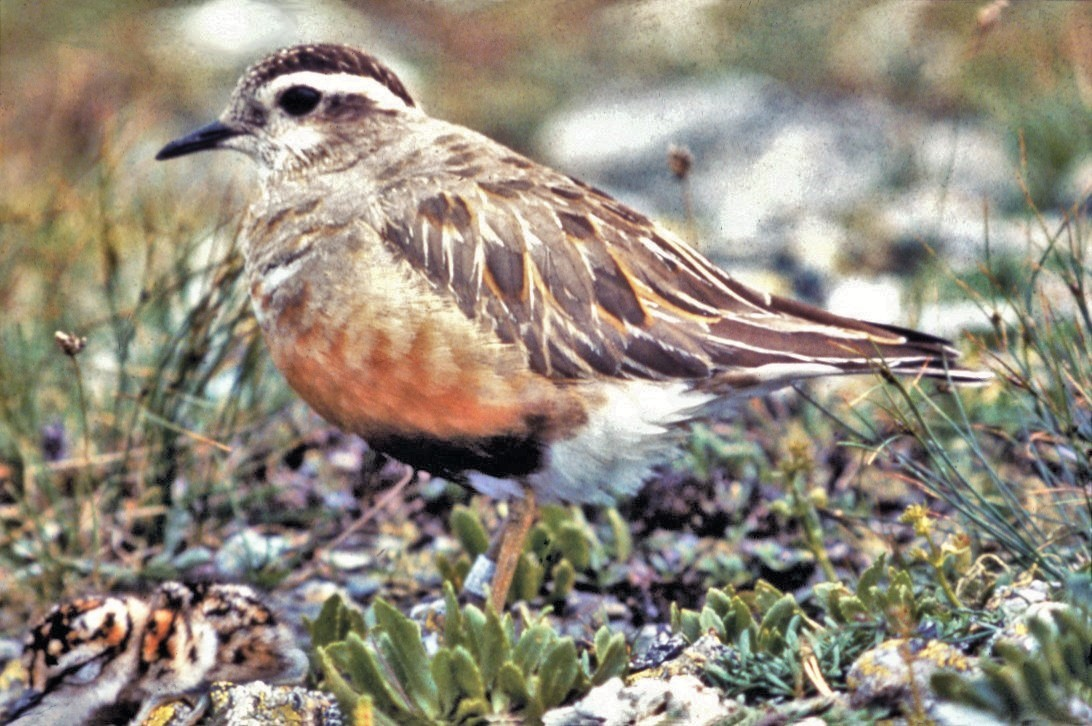
オスと雛
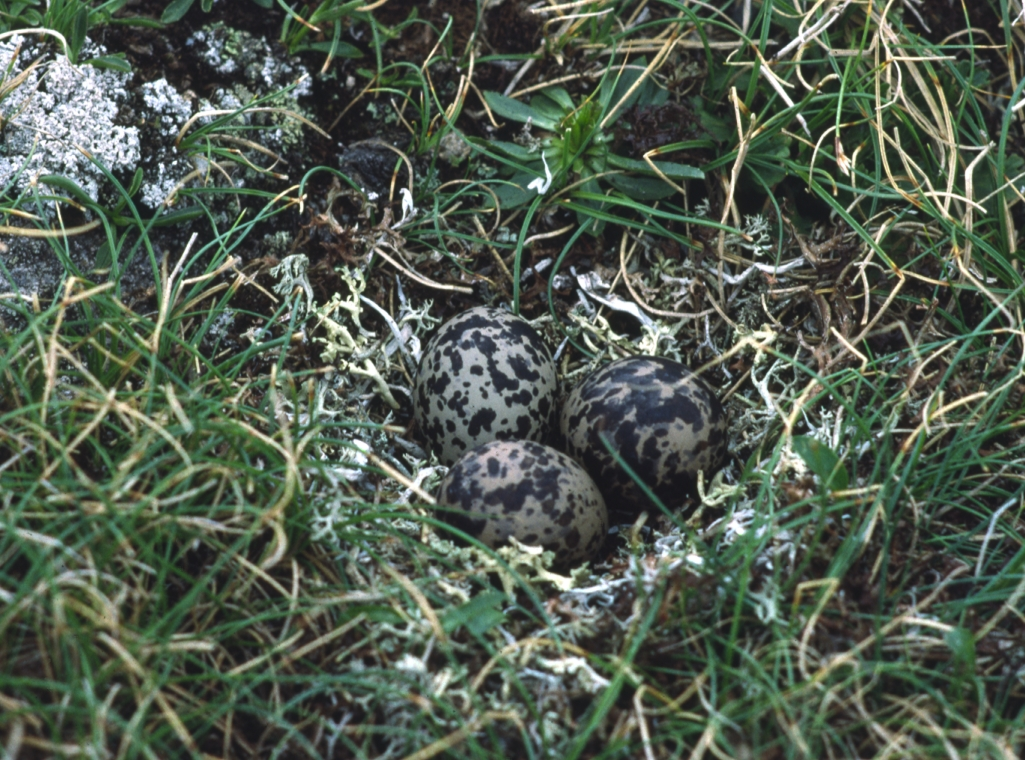
巣
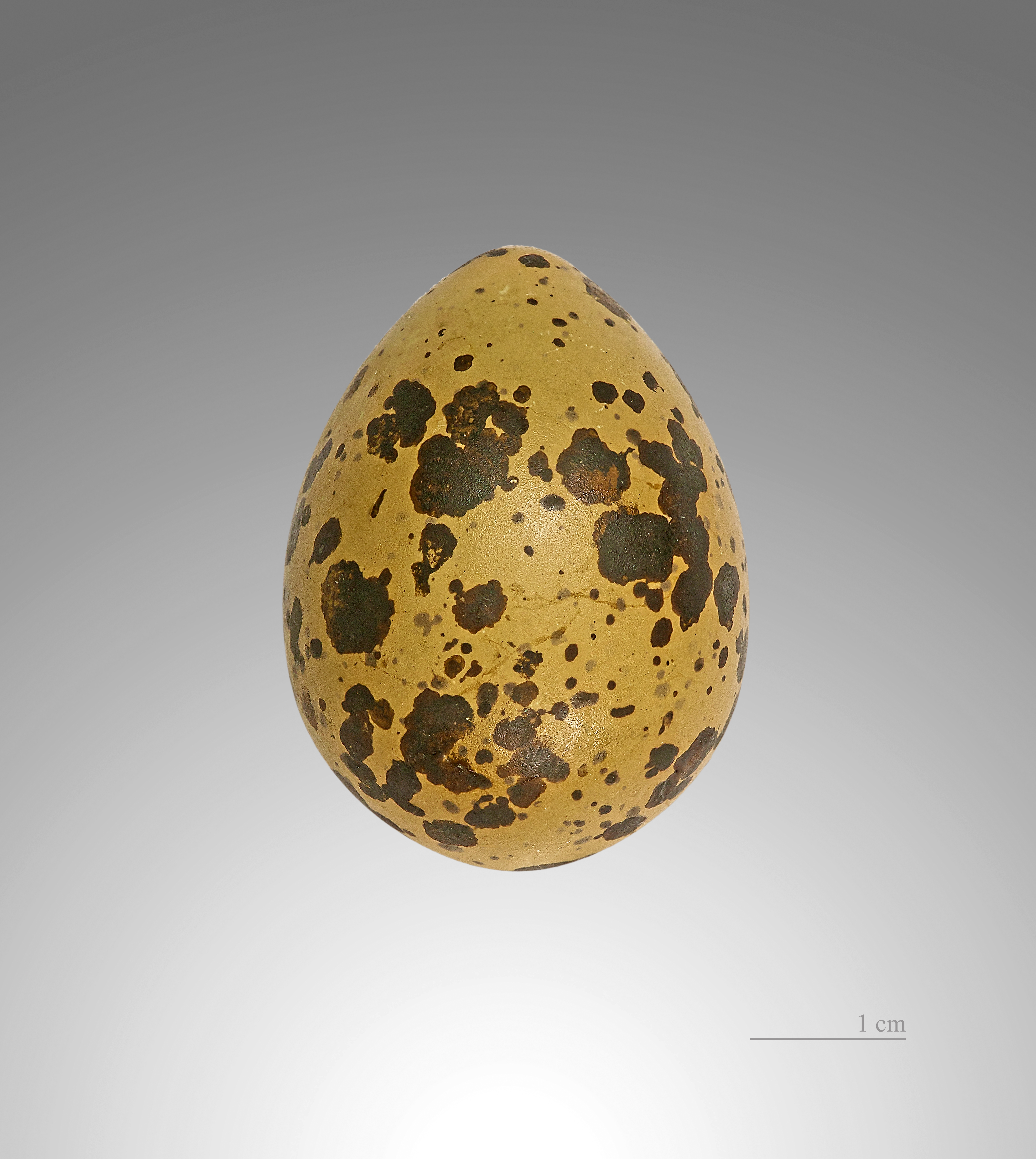
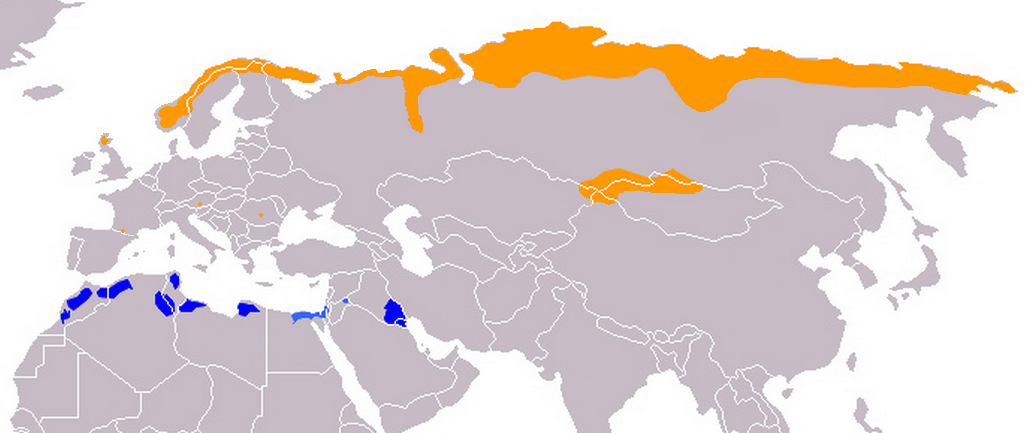
繁殖地（オレンジ）、越冬地（青）